# USS Lassen (DDG-82)

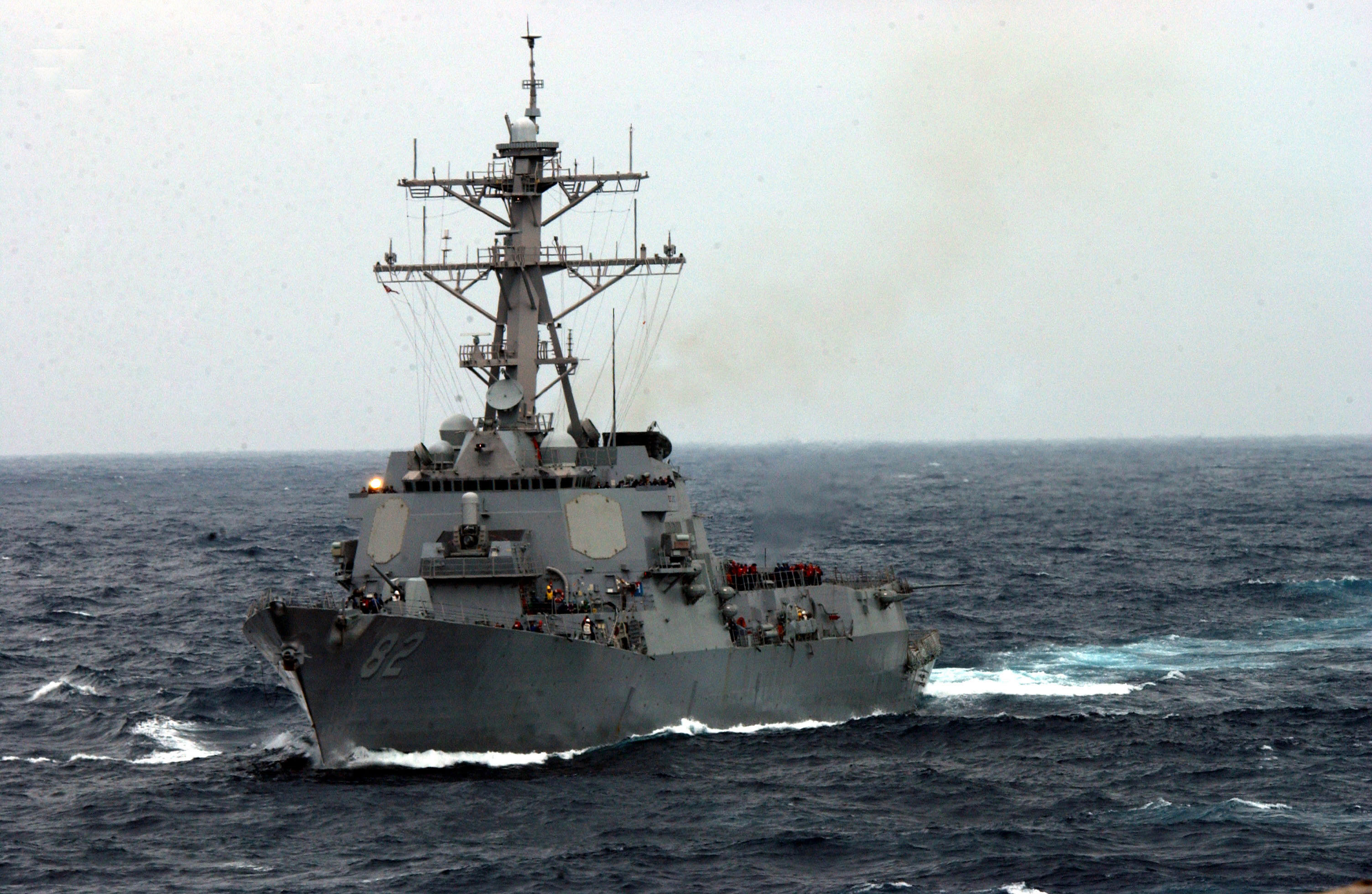
O Lassen em 2003.

O USS Lassen é um contratorpedeiro da classe Arleigh Burke pertencente a Marinha de Guerra dos Estados Unidos.